# Hamdi Nagguez
Hamdi Nagguez (Monastir, 28 de outubro de 1992) é um futebolista profissional tunisiano que atua como defensor.

## Carreira
Hamdi Nagguez representou o elenco da Seleção Tunisiana de Futebol no Campeonato Africano das Nações de 2017.